# Dolianthus nummatus
Dolianthus nummatus är en måreväxtart som först beskrevs av Pieter van Royen, och fick sitt nu gällande namn av Aaron Paul Davis. Dolianthus nummatus ingår i släktet Dolianthus och familjen måreväxter. Inga underarter finns listade i Catalogue of Life.